# Saleby församling
Saleby församling var en församling i Skara stift och i Lidköpings kommun. Församlingen uppgick 2006 i Sävare församling. 

## Administrativ historik
Församlingen har medeltida ursprung. Församlingen införlivade någon gång 1556-1570 Lanna församling.
Församlingen var till 1989 moderförsamling i pastoratet Saleby, Trässberg och Härjevad som till 1556 eller längst 1570 även omfattade Lanna och Rycka församlingar. Från 1989 till 2006 var den annexförsamling i pastoratet Sävare, Hasslösa, Lindärva, Norra Härene, Hovby, Saleby, Trässberg och Härjevad. Församlingen uppgick 2006 i Sävare församling.

## Organister
| Period    | Namn                  | Levnadstid  | Övrigt   |
| --------- | --------------------- | ----------- | -------- |
|           | Bengt Collin          | 1719 - 1790 | Klockare |
|           | Andreas Collin        | 1763        | Klockare |
|           | Johan Lindgren        | 1806        | Klockare |
| 1857–1884 | Elias Gustaf Fredholm | 1828–1900   | Organist |

## Kyrkor
- Saleby kyrka